# Limnophila subcostata
Limnophila subcostata är en tvåvingeart som först beskrevs av Alexander 1911.  Limnophila subcostata ingår i släktet Limnophila och familjen småharkrankar. Inga underarter finns listade i Catalogue of Life.